# Адам Шиф
Адам Шиф је измишљени лик из драмске серије Ред и закон. Тумачио га је Стивен Хил од 1990. до 2000. године. Шиф је био један од чланова изворне главне поставе серије и појавио се у свим епизодама првих 10 сезона осим у епизоди "Свима омиљени политичар" која је снимљена пре него што је Хил дошао у главну поставу и епизоди "Девојка" седме сезоне. Појавио се у 229 епизода (228 епизода серије Ред и закон и епизоди "Право" серије Ред и закон: Одељење за специјалне жртве) и био је последњи члан изворне главне поставе који је напустио серију.

## О лику
Шиф је окружни тужилац Њујорка и дипломирао је на универзитету "Колумбија" где је био на смеру Закон. Каријеру је започео као ПОТ 1973. године. Он је прагмаитчни демократа са благом количином либерализма, али упркос својим политичким уверењима, никада га нису узнемириле ни придике ни несарадљиве судије. Политичка уверења су му понекад маглила одлуке око извесних случајева као што је казна смрти. Међутим, он се противи најстрожој казни јер је био на кратком просведу 1971. године, али се није либио да је користи против оптуженог ако гласачи желе да се таква казна изврши. Он је такође за слободан избор.
Иако је често строг и неопростив у пословном смислу, он има благ однос са својим помоћницима. Јако је близак са Бенџамином Стоуном (Мајкл Моријарти) и био је тужан кад је видео да је дао отказ зато што је сведокиња коју је покушао да заштити убијена. Његов однос са Стоуновим наследником Џеком Мекојем (Сем Вотерстон) је више проблематичнији јер је Мекој безобзирнији и неконвенционалан и јер му његове навике да се противи правилима суђења повремено доносе лош публицитет. Ипак, њих двојица су се брзо свидели један другом и почели да се поштују.
Он има много пријатеља у њујоршкој елити међу којима су моћни политичари, судије и пословни људи. Током серије се, међутим, за већину тих пријатеља испоставило да су подмићени или крију неке тајне. Политичар који се први кандидовао за окружног тужиоца, Едвард Вогел (Џорџ Мартин), је касније покушао да искористи њихов однос како би спречио суђење убици свог сина како би избегао да се открије синовљев педерлук. У другом случају, један од његових блиских пријатеља судија Едвард Хајнс (Луис Зорих) се убио пошто је ухваћен како прима мито. За једног пријатеља, јако моћног генералног директора Карла Андертона (Роберт Вон) се открило да пати од биполарног поремећаја због чега је покушао да среди неприкладну казну за слично болесног унука Теренса (Сем Хантингтон) који је убио полусестру у маничном стању како би прикрио своје стање. Пошто је некада чврсто пријатељство уништено, Андертон је хтео да се освети па је пружио подршку Шифовом противнку Герију Фелдмену (Клиф Горман) на изборима, али је Шиф ипак победио.
У једној епизоди 1997. године, Шифова супруга доживела је мождани удар због чега је остала у вегетативном стању после чега је преминула пошто је он изабрао да је не држи на апаратима. Њихов син Џош је поменут у неколико епизода, као и његова супруга и деца, али се никада није појавио у серији.
Шиф навија за Бостонске црвене чарапе и рагби клуб Колумбијски лавови.

## Ван серијеРед и закон
2000. године, лик Шифа је исписан из серије поводом Хилове оставке. Током приче у серији, Шиф је напустио тужилаштво како би прихватио положај у усмеравању помена у Раду о Холокаусту. Почео је да ради са Симоном Визенталом. Шифа је наследила Нора Луин (Дајен Вист).
Када је постао окружни тужилац 2007. године, Мекој је рекао да сад разуме зашто је Шиф увек деловао нерасположено.
2009. године, за Шифа је речено да је у Африци са бившим председником Џимијем Картером јер путују у Зимбабве. Док је био у Африци, Шиф је видео чланак о Мекојевој кандидатури на интернету па му је пружио подрушку.

## Сличности са правим личностима
Адам Шиф је имењак и презимењак касније изабраног представника САД из Калифорније Адама Шифа који је члан исте странке као и он, а био је и савезни тужилац. Иако је конгресмен Шиф радио у истом тужилаштву на Менхетну где је смештена и радња серије Ред и закон, Дик Волф је порекао било какву повезаност два Шифа и рекао је да је лик у ствари штуро темељен на дугогодишњем окружном тужиоцу Менхетна Роберту Моргенту. Што се тиче сличности, конгресмен Шиф је рекао да су гласачи кад им се представљао пред изборе рекли да им је познат његов рад "иако, наравно, никад нису чули за мене. Они су мислили на Адама Шифа из серије Ред и закон. Ја сам почео да гледам серију да бих се уверио да је он добар лик. Био сам задовољан кад сам видео да је баш добар лик".